# Miyaviuta-dokusou
Miyaviuta-Dokusou är den japanska artisten Miyavis femte album. Med det här albumet har Miyavi arbetat på ett litet annat sätt än vanligt, bland annat är en skillnad att det är färre instrument än vad han brukar ha.

## Låtlista
1. Jiko Ai, Jiganjisan, Jiishiki Kajou (instrumental)
2. Selfish Love
3. Please, Please, Please
4. Dear My Love...
5. Boku wa Shitteru
6. How To Love
7. Baka na Hito
8. Kimi ni Funky Monkey Vibration
9. We love you
10. "Aishiteru" Kara Hajime You
11. Jiko Shijou Shugisha no Nare no Hate (instrumental)
12. Are You Ready To Love? (Bonus Track)